# 叶夫根尼·托马舍夫斯基
叶夫根尼·尤里耶维奇·托马舍夫斯基（俄语：Евгений Юрьевич Томашевский，1987年7月1日—），俄罗斯国际象棋棋手、特级大师。
托马舍夫斯基于2004年获得国际象棋世界18岁组亚军。2009年，获欧洲国际象棋个人冠军。 2009年，他作为俄罗斯国家队的一员获得了世界国际象棋团体锦标赛金牌。2015年，夺得俄罗斯国际象棋全国冠军。